# Coucou des Flandres
Coucou des Flandres, tiếng Hà Lan: Vlaanderse Koekoek, là một giống gà nội địa đang ở trạng thái cực kỳ nguy cấp của Bỉ. Nó có thể có nguồn gốc chung với gà Malines từ khu vực Mechelen (tiếng Pháp: Malines), ở tỉnh Antwerp ở Flanders, hoặc thực sự có thể đại diện cho loại giống gốc trước khi nó được lai tạo trong thế kỷ XIX với nhiều các loại gà phương Đông nhập khẩu khác nhau. Vào thời điểm Chiến tranh thế giới thứ nhất, nó đã biến mất; sau đó nó đã được tái tạo trong những năm trước Chiến tranh thế giới thứ hai. Nó bị đe dọa nghiêm trọng ở Bỉ, nhưng có nhiều cá thể loài này hơn ở Picardy, Pháp. Nó cũng có thể được gọi là gà Poulet de Dendre, vì sông Dender trong khu vực nguồn gốc của nó.

## Lịch sử
Nguồn gốc của gà Coucou des Flandres là không rõ. Nó có thể tồn tại hàng trăm năm. Giống gà này dường như liên quan đến Malines từ khu vực Mechelen (tiếng Pháp: Malines), thuộc tỉnh Antwerp ở Flanders. Nó có thể đại diện cho giống gốc của giống Malines trước khi giống này được lai tạo vào thế kỷ XIX với nhiều loại gà phương Đông nhập khẩu khác nhau bao gồm các loài gà được mang từ Thượng Hải, Trung Quốc đến các vườn động vật của Antwerp cũng như gà Brahma, gà Langshan và gà Tam Hoàng.
Gà Coucou des Flandres đã biến mất vào thời điểm Chiến tranh thế giới thứ nhất, nhưng đã được tái tạo trong những năm trước Chiến tranh thế giới thứ hai. Nó bị đe dọa nghiêm trọng ở Bỉ, khi một cuộc điều tra dân số trong năm 2005 chỉ tìm thấy 53 con gà này.:49 Ở phía bắc Picardy, Pháp có nhiều cá thể giống này hơn.